# Marcelo Sosa (futbolista)
Juan Marcelo Sosa (San Luis, Argentina, 9 de noviembre de 1982) es un futbolista argentino. Juega de volante por derecha y su club actual es Alianza Futbolística (Villa Mercedes), el cual que disputa el Torneo Federal C.
Su equipo actual es Jorge Newbery (Buchardo, Córdoba) que disputa la Liga de Laboulaye.

## Clubes
| Club                                        | País      | Año         |
| ------------------------------------------- | --------- | ----------- |
| Estudiantes de San Luis                     | Argentina | 2004 - 2013 |
| Alianza Futbolística (Villa Mercedes)       | Argentina | 2015        |
| Fútbol Club Villa Huidobro                  | Argentina | 2018        |
| Sportivo Villa de la Quebrada               | Argentina | 2020-21     |
| Independiente de Ranqueles (Huinca Renancó) | Argentina | 2024        |

## Palmarés
| Título                                          | Club                                     | País      | Año  |
| ----------------------------------------------- | ---------------------------------------- | --------- | ---- |
| TDI 2012                                        | Sportivo Estudiantes                     | Argentina | 2012 |
| Argentino B 2012/13                             | Sportivo Estudiantes                     | Argentina | 2013 |
| Liga Regional de Fútbol General Roca (Apertura) | Club Atlético Independiente de Ranqueles | Argentina | 2024 |
| Liga Regional de Fútbol General Roca (Clausura) | Club Atlético Independiente de Ranqueles | Argentina | 2024 |